# Xbox 360
Xbox 360 — гральна консоль сьомого покоління та друга гральна система, випущена компанією Microsoft, після Xbox. Розроблена спільно з компаніями IBM, ATI і SiS. Для ігор через мережу та використання як медіацентру для консолі існує сервіс Xbox Live. Консоль налічує п'ять версій: Arcade, Pro, Elite, Slim та E (версії Core і Premium згодом замінили Arcade і Pro відповідно). Основними конкурентами Xbox 360 були Sony PlayStation 3 та Nintendo Wii.
Офіційний запуск Xbox 360 відбувся 22 листопада 2005 в США. За перші два тижні з початку продажів у США було продано понад 400 тис. комплектів Xbox 360. До кінця 2005 року з'явилася у Європі і Японії. Реліз у Японії виявився невдалим, — за півтора року було продано всього 420 тис. консолей. В квітні 2016 року консоль було знято з виробництва після більше ніж 10-и років її існування. Але випуск аксесуарів до неї та ігор продовжується і надалі.

## Історія

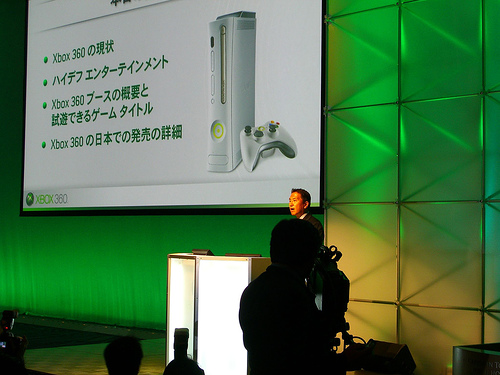
Пресконференція, присвячена Xbox 360, на Tokyo Game Show 2005

Розробка консолі почалася 2003 року через невеликий успіх Xbox. Було складено низку вимог, серед них, що консоль повинна підтримувати HD-відео і мати великий часовий запас потужностей аби лишатися конкурентоспроможною багато років. Також вона мусила надійти в продаж раніше за нову PlayStation, щоб завоювати свою нішу. Назву Xbox 360 в Microsoft вибрали не відразу. Були варіанти Xenon, Xbox 2, Xbox Next та NextBox. Від варіанту Xbox 2 відмовилися через назву головного конкурента — PlayStation 3. Назва Xbox 360 була покликана символізувати повсюдність приставки (360 градусів складають повне коло). Дизайн було повністю перероблено, порівняно з попередницею, він став бульш плавним. Геймпади стали ергономічнішими і з'явилися як у дротовій, так і бездротовій версіях.
12 травня 2005 року задля випередження конкурентів, Microsoft презентувала Xbox 360 в рамках півгодинної телевізійної програми на MTV. На виставці E3 16 травня 2005, Microsoft назвала датою початку продажів 22 листопада 2005 року. Було згадано основні ігри, що надійдуть у продаж одночасно з консоллю.

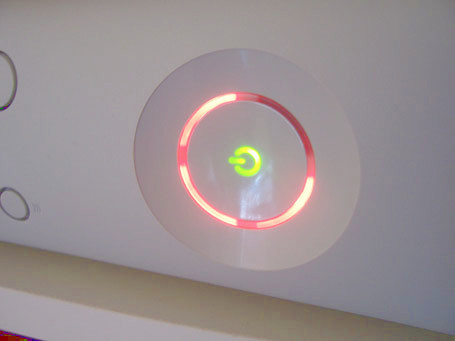
«Червоне кільце смерті»

Продажі Xbox 360, як і обіцялося, стартували 22 листопада 2005. Головною грою стала Call of Duty 2 — 77 % покупців консолі купили одразу і її. Однак, скоро надійшло дуже багато повідомлень про «червоне кільце смерті» (RROD, Red Ring of Death) — світловий сигнал навколо кнопки ввімкнення, що сигналізував про «загальну відмову системи». У приставки виявився високий відсоток браку, причиною якого став некоректно розташований графічний чип, який, нагріваючись, виводив її з ладу. В першій половині 2007 року Microsoft на півроку призипинила виробництво Xbox 360, щоб вирішити проблему.
За перші два роки після запуску 24 % приставок були визнані бракованими при нормі в 2 %. Ця проблема в підсумку була публічно визнана компанією. Так, колишній віце-президент Interactive Entertainment Business, Entertainment and Devices Division у Microsoft Пітер Мур визнав, що всі 11,6 млн консолей, випущених за перші 19 місяців продажу, мають серйозні недопрацювання, здатні призвести до повної поломки системи. Проте, Microsoft не почала відкликати всі консолі, а замість цього збільшила термін гарантії до трьох років. Надалі почався випуск оновлених приставок. Проблема перегріву в них вирішилася шляхом переходу на новий 65-нм техпроцес і збільшення ефективності охолодження системи за рахунок встановлення потужніших вентиляторів (причому тихіших, ніж у перших версіях), також був доданий додатковий радіатор.
25 вересня 2007 року вийшла відеогра Halo 3, яка принесла Microsoft 170 млн доларів у перший же день. Це стало рекордом для всієї розважальної індустрії, а Xbox 360 принесла збільшення популярності. 30 червня 2008 Microsoft, підбиваючи підсумки фінансового року, оголосила, що консолі серії Xbox нарешті стали прибутковими. Випуск у 2010 році системи керування приставкою за допомогою рухів тіла, Kinect, забезпечила додаткове зростання популярності Xbox 360. Станом на квітень 2013 кількість проданих по всьому світу Xbox 360 сягнула 77 млн. До того часу консоль вже застаріла, будучи не в змозі давати ту ж якість відеоігор, що й ПК. Тому 24 квітня 2013 Microsoft анонсувала наступну гральну консоль — Xbox One.

## Характеристики

### Технічні характеристики
Впродовж існування консоль зазнала кількох ревізій, які полягали у зміні дизайну, обсязі жорсткого диска, використанні нових технологій для її комплектуючих, розташуванні й кількості портів підключень. Але загальний вигляд і рівень продуктивності зберігалися. Xbox 360 підтримує всі поширені стандарти роздільності екранів: 480i, 480p, 720p, 1080i, 1080p,4k (у фільмах) (в тому числі Full-HD) зі співвідношенням сторін 4:3 і 16:9. Оригінальна Xbox 360 має вигляд паралелепіпеда з невеликими увігнутостями спереду і ззаду та потовщенням вгорі. Розміри пристрою: довжина 309 мм, ширина 258 мм, висота 83 мм ; вага — 3,50 кг. Заявлена сумарна продуктивність системи — 1 TFLOPS (продуктивність CPU — 115 GFLOPS), що забезпечується складовими:
- Центральний процесор IBM Xenon (архітектура PowerPC), який містить 3 симетричних ядра (по два апаратних потоки на кожне), що працюють на загальній тактовій частоті 3,2 ГГц.
- 1 Мбайт загального кешу L2
- Графічний чип Xenos від ATI
- 10 Мбайт вбудованої кеш-пам'яті eDRAM, 500 млн полігонів в секунду
- 512 Мбайт ОЗП (вона використовується і CPU, і GPU)

Консоль оснащена жорстким диском на 20, 60 або 120 Гбайт, який можливо замінити за потреби. Диски з відеоіграми чи музикою считуються за допомогою DVD-ROM

### Комплектація
Комплектація Xbox 360 відрізняється для різних версій. Так до Arcade входять бездротовий ігровий контролер, карта пам'яті на 256 Мбайт для збереження ігор, кабель для підключення до телевізора через композитний вхід або інтерфейс SCART і кілька «аркадних» ігор на DVD-диску. Додатково можна придбати необхідні пристрої (жорсткий диск, HDTV-відеокабель, HDMI-видеокабель, ПДУ і т. д.).

## Аксесуари

### Геймпад

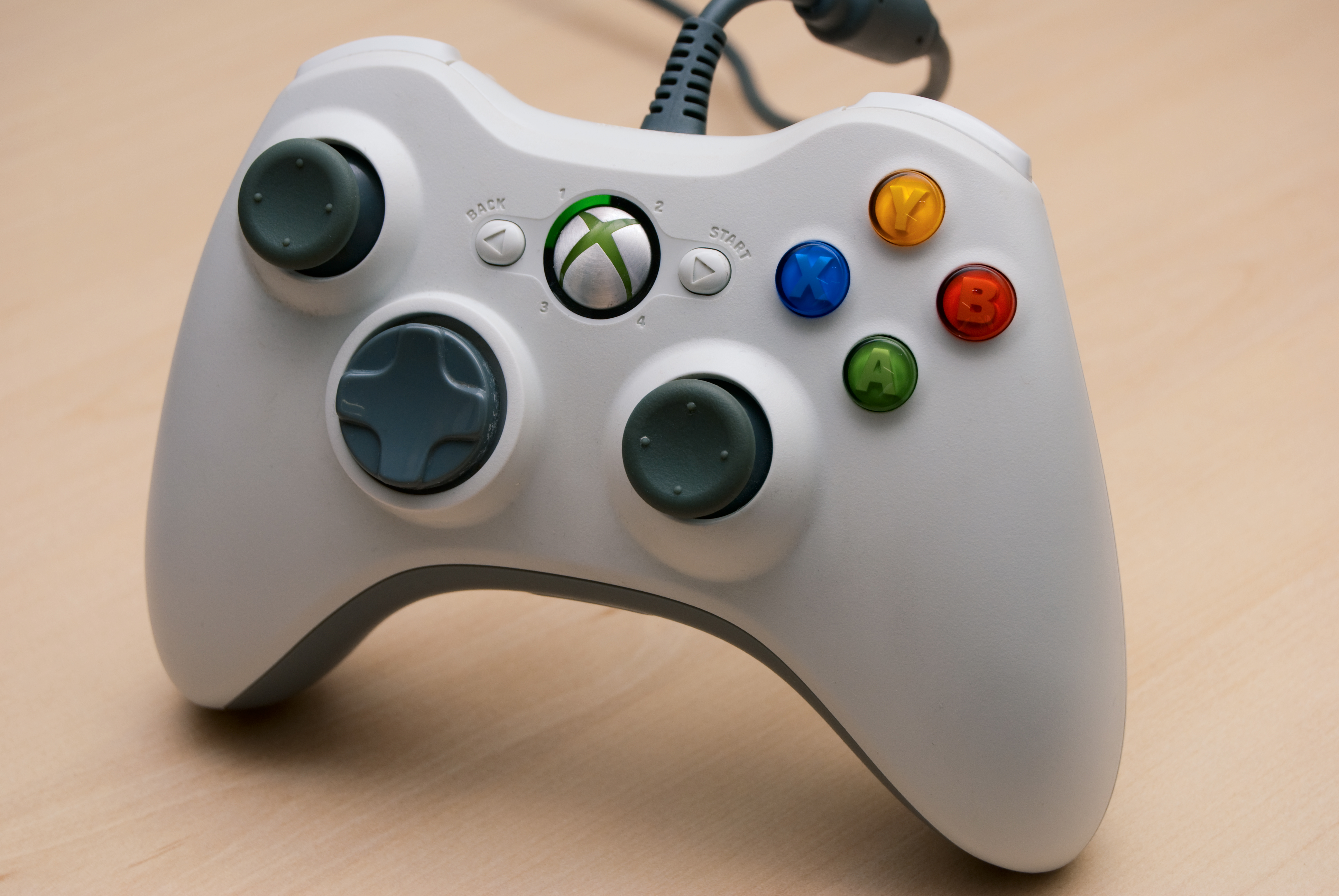
Геймпад Xbox 360 (провідний)

Геймпад під назвою Xbox 360 Controller відрізняється від попередника більшою ергономікою та існує в дротовій і бездротовій версіях. Провідний оснащений триметровим USB-кабелем, а для безпровідного Xbox 360 Wireless Controller передбачений окремий USB-ресивер. Елементи керування складаються із 9 окремих кнопок, двох стіків, двох спускових гачків і хрестовини (D-pad). Аналогові стіки розміщені асиметрично (лівий вище за правий) задля зручності. Кнопки ABXY різнокольорові, а відповідні букви містяться всередині напівпрозорого пластику. Хрестовина виконана на єдиній круглій основі. Перепризначити клавіші управління можна в кожній конкретній грі, які часом мають кілька схем управління. Контролер сумісний з Microsoft Windows та не вимагає для повноцінної роботи додаткового програмного забезпечення.

### Kinect

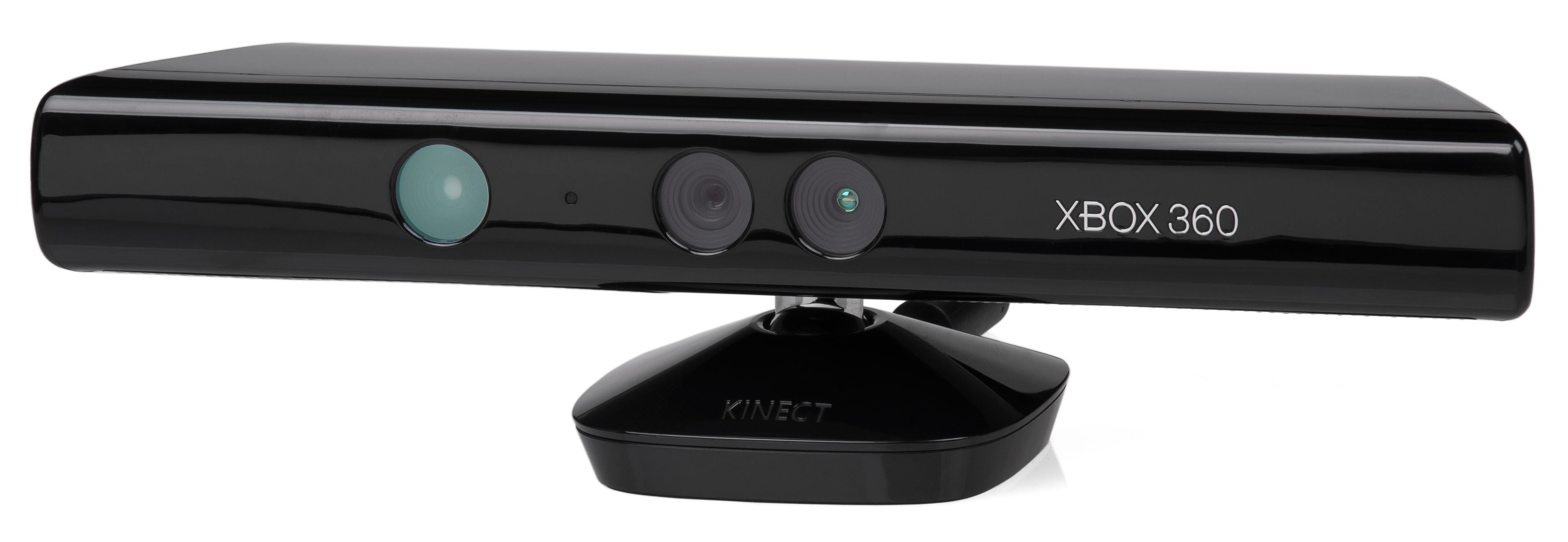
Kinect для Xbox 360

Kinect — це безконтактний сенсорний ігровий контролер, також сумісний з Windows, який відслідковує рухи гравця. Спочатку він був відомий під назвою Natal та описувався як «досвід гри без контролера» (англ. controller-free gaming and entertainment experience). Kinect являє собою периферійний пристрій, що підключається до приставки. У пристрій вбудовані дві відеокамери, здатні сканувати тривимірний простір, і датчики розпізнавання голосу.
Як Kinect, а не Natal, пристрій був вперше представлений на виставці E3 2009.

### Інші аксесуари

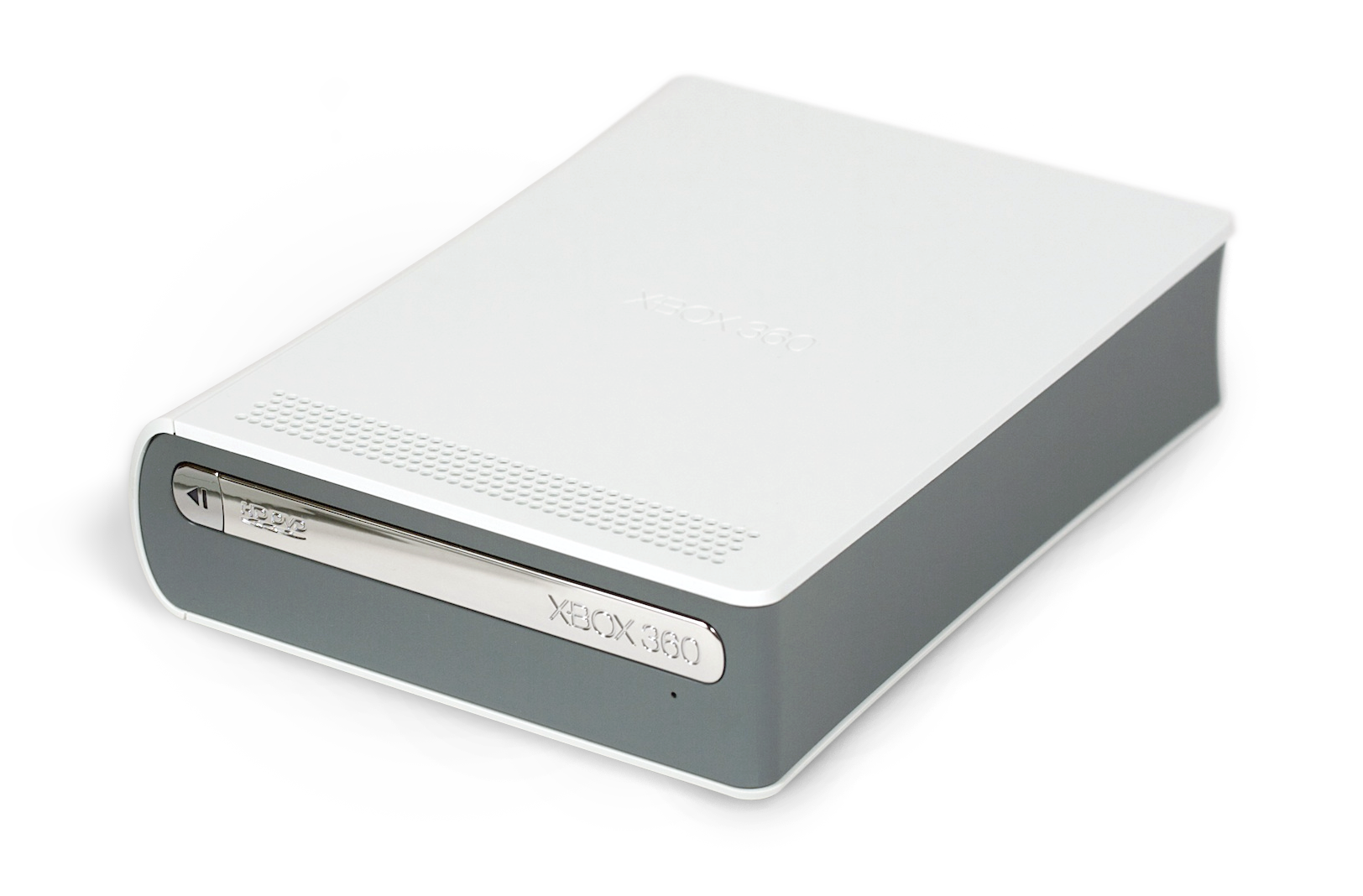
HD-DVD привід

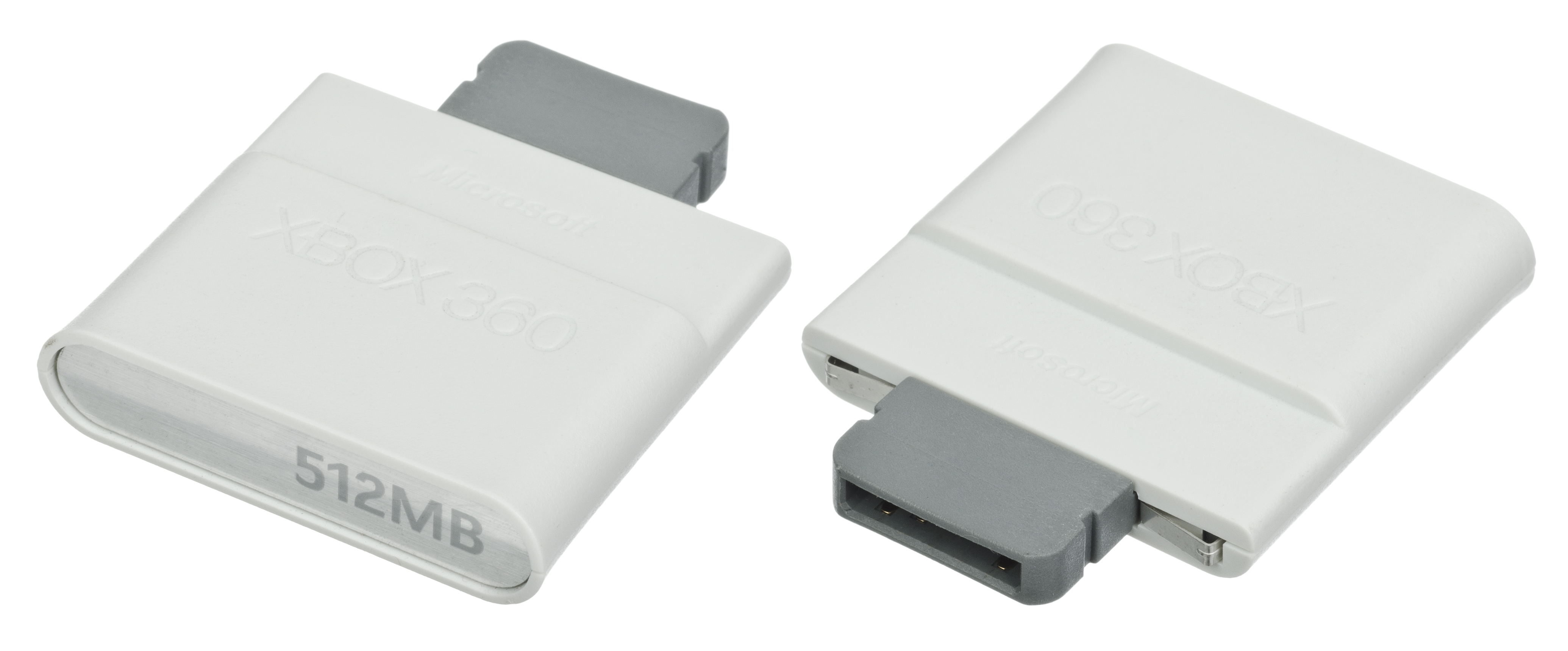
Карти пам'яті на 512 МБ

Для консолі розроблено багато аксесуарів, таких як дротові і бездротові контролери, змінні передні панелі, гарнітури (бездротова й провідна), камера для розмов по Live, клавіатура Messenger Kit для чату, карти пам'яті, жорсткі диски та інші пристрої.
- Wireless Headset — бездротова гарнітура, яка працює в частотному діапазоні 2,4 ГГц на відстані до 9 метрів від консолі. Вбудованої батареї вистачає на 8 годин роботи. Зарядка здійснюється за допомогою пристрою, що йде в комплекті.
- Wireless + PC AN08 — бездротова гарнітура для ПК, яка працює в частотному діапазоні 2,4 ГГц на відстані до 9 метрів від контролера. В комплект входять батарейки. Гарнітура має сумісність з Xbox 360.
- Messenger Kit — клавіатура, що вбудовується в геймпад для швидкого набору повідомлень. Підсвітка клавіатури дозволяє набирати текст у темряві.
- Hard Drive — знімний жорсткий диск. Є варіанти на 20, 60, 120 і 250 ГБ.
- HD-DVD Player — зовнішній оптичний привід для читання HD-DVD дисків. Випуск припинено.
- Headset — провідна гарнітура для голосового спілкування.
- Play & Charge Kit — дає додатковий час для гри, коли батареї контролера вже майже розрядилися. Без підзарядки можна грати близько 30 годин. Рівень заряду показується спеціальним індикатором.
- Quick Charge Kit — зарядний пристрій для зарядки двох акумуляторних батарей.
- Universal Media Remote — мультимедійний пульт для управління консоллю. Має підсвічування для роботи в темноті.
- Wireless Networking Adapter — Wi-Fi адаптер.
- Wireless Racing Wheel — бездротове кермо.
- Live Vision — камера для спілкування в відеочаті та для ігор, де реалізовано розпізнавання рухів.
- Special Edition Faceplates — знімні лицеві панелі.

## Версії
Існує п'ять варіантів приставки — Arcade, Pro, Elite, Slim та E. Варіанти Arcade і Pro — заміна ранніх версій Core і Premium. Перші версії мали материнські плати Xenon і Zephyr з 90-нм CPU і GPU та без порту HDMI. Оновлені варіанти комплектуються новими материнськими платами Falcon, Jasper або Corona. Материнські плати Falcon, на відміну від 90-нм Zephyr, комплектуються 65-нм центральним процесором, що дозволило зменшити тепловиділення системи і енергоспоживання. Консолі на базі материнської плати Falcon стали комплектуватися блоком живлення з вихідною потужністю 175 Ват, на відміну від 203 Ват на попередніх версіях консолі.

### Xbox 360 Arcade

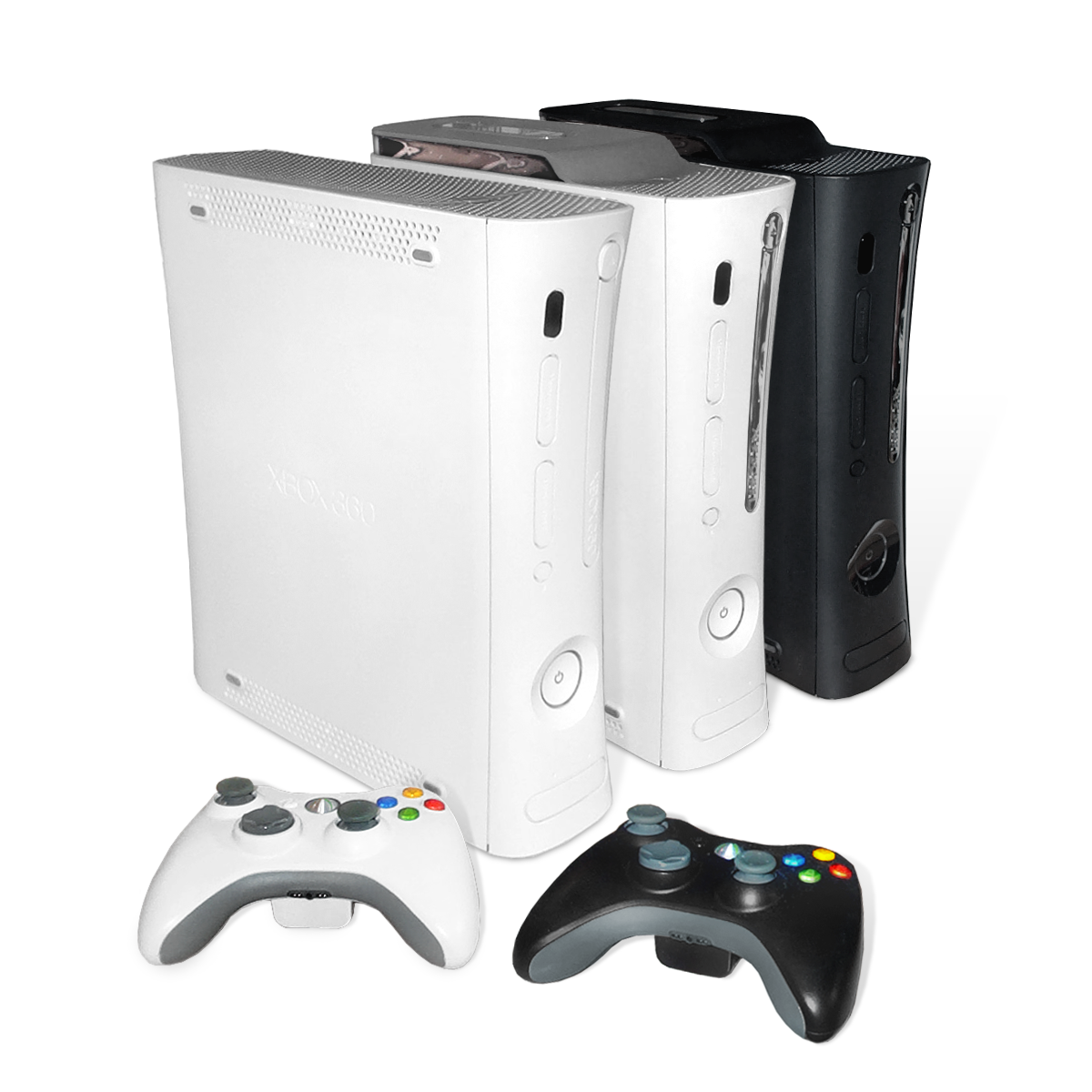
Xbox 360 Core/Arcade, Pro та Elite (зліва на право)

Початковою версією була Xbox 360 Core. 23 жовтня 2007 Майкрософт замінила її на вдосконалене «аркадне» видання. Воно виділяється тим, що містить 5 ігор сервісу Live Arcade безкоштовно. У перших варіантах Xbox 360 Arcade комплектувалася бездротовим геймпадом, картою пам'яті на 256 Мбайт і диском Xbox Live Arcade. Ця версія має плату Jasper, відмінність якої від Falcon і Zephyr полягає в тому, що і GPU і CPU зроблені за технологією 65 нм, що дозволяє зменшити тепловиділення і максимально виключити поломку консолі від перегріву.
Останні варіанти комплектації не містили у собі карту пам'яті, оскільки приставка містить в собі 256 Мбайт вбудованої пам'яті.

### Xbox 360 Pro
Ця версія прийшла на зміну ранній версії Premium. У ній міститься нова материнська плата і поліпшена система охолодження, завдяки якій приставка менше нагрівається. Xbox 360 Pro більше не підтримується.

### Xbox 360 Elite

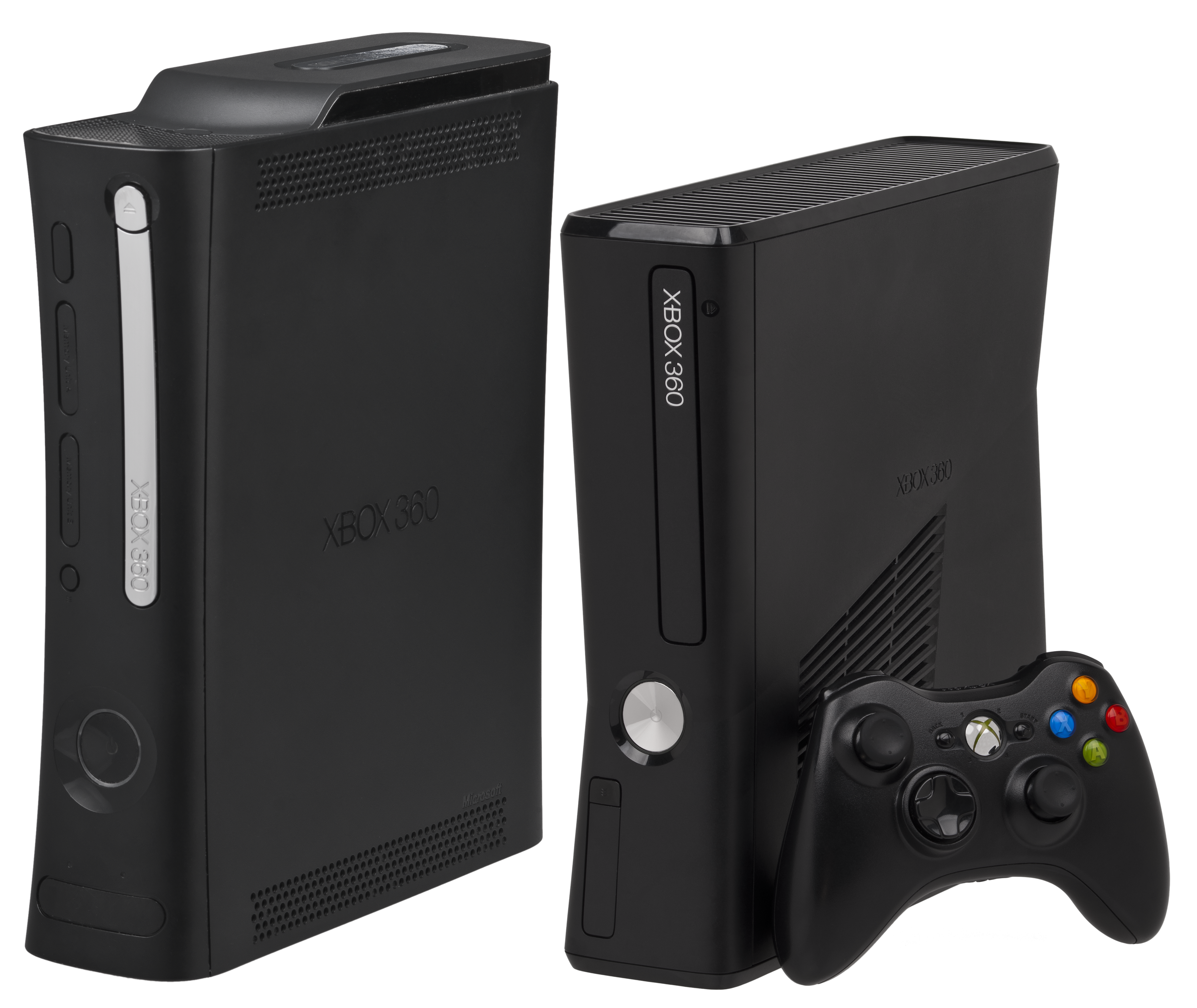
Xbox 360 Elite та Xbox 360 S

Напередодні різдвяних свят 2006, приблизно із запуском PlayStation 3 і Wii в США, через офіційний сайт приставки Microsoft стало можливим придбати спеціальну «елітну» версію апарату. Вона повністю виконана в чорному кольорі, включаючи геймпад і гарнітуру. Крім того, в комплекті з Elite-приставкою поставляється жорсткий диск ємністю 120 Гбайт (наприкінці 2009 року з'явилися версії з жорстким диском об'ємом 250 Гб), однак його можна придбати і за окрему плату для версій Arcade або Pro. Також додається стандартний набір інтерфейсів для підключення приставки як до звичайного, так і до HD-телевізора або монітора.

### Xbox 360 S (Slim)
Корпус цієї версії нижчий і вужчий, ніж у попередньої. Всередині Xbox 360 S стоїть материнська плата Valhalla. У Xbox 360 S в наявності 5 USB-портів проти 3-х у Elite. Підключення Kinect здійснюється через спеціальний роз'єм, що не вимагає додаткового живлення від мережевого адаптера (раніше камера підключалася через USB з додатковим живленням). Xbox 360 оснащена модулем Wi-Fi стандарту 802.11n. Також у ній існує захист від перегріву в формі автоматичного запобіжника. Якщо консоль фіксує критичний нагрів, вона автоматично вимикається.
Існує версія з жорстким диском ємністю в 250 ГБ і спеціальні версії в стилі «Зоряні війни», з жорстким диском розміром 320 ГБ, камерою Kinect і двома геймпадами. Також випускалися в стилі Gears of War 3, Halo 4, Halo: Reach, Call of Duty: Modern Warfare 3, з жорстким диском розміром 320 ГБ і двома геймпадами. Крім того впускалася версія із флеш-пам'яттю 4 ГБ.

### Xbox 360 E

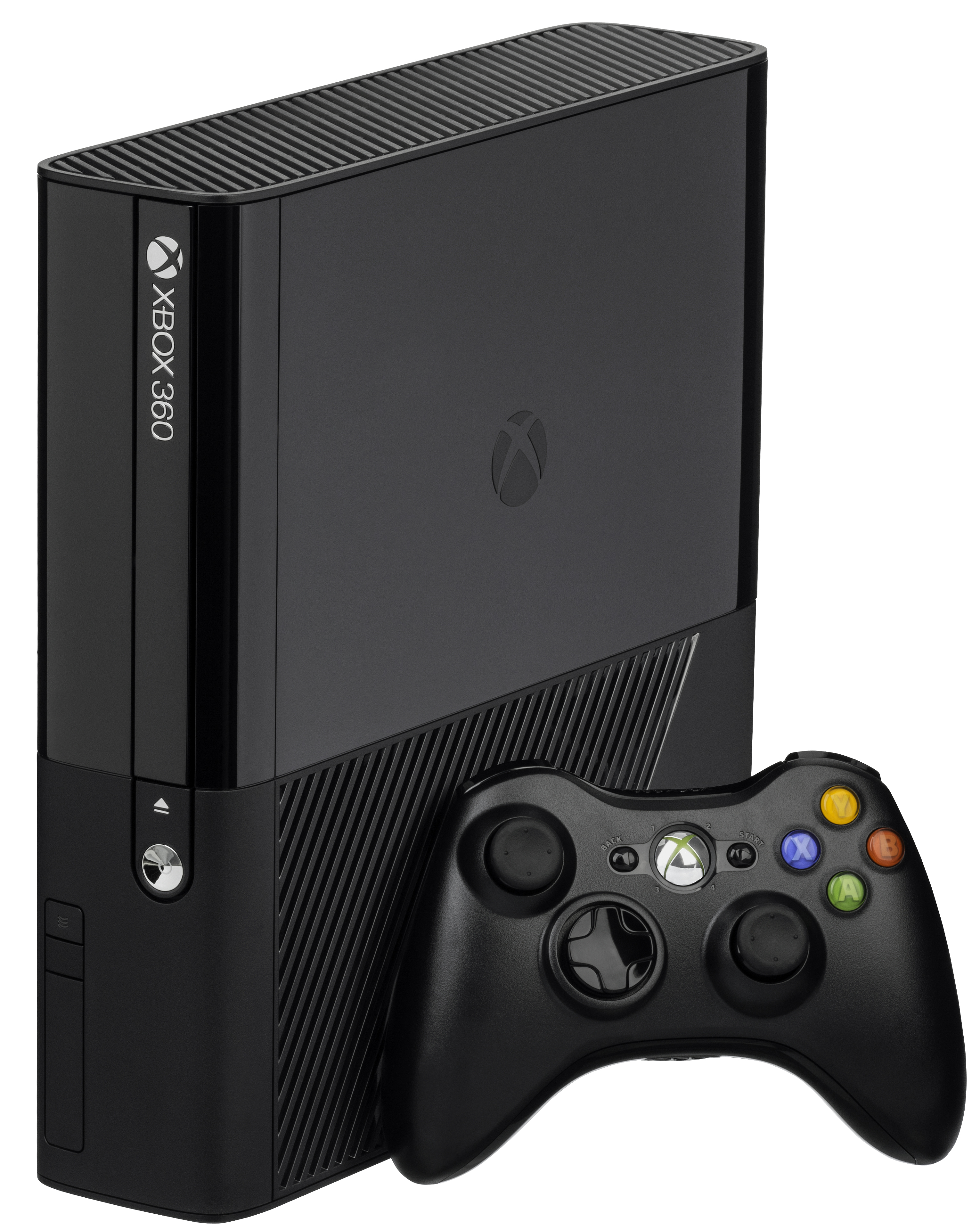
Xbox 360 E

Ця версія була представлена на виставці E3 2013. Вона отримала оновлений дизайн і нове розташування портів. Xbox 360 E тонша за Xbox 360 S та своїм прямокутним дизайном ближча до Xbox One. Вона має глянсову і матову половини, на задній панелі наявний порт HDMI, A/V і S/PDIF були замінені на оптичний аудіовихід, а загальна кількість USB-портів зменшилася до чотирьох. У комплекті з Xbox 360 E поставляється бездротовий геймпад.
Всередині міститься материнська плата Corona v3 або v4.

## Програмне забезпечення

### Операційна система
Xbox 360 працює під управлінням операційної системи, написаної спеціально для цієї приставки. Ця операційна система, яку аналітики називають «Xbox 360 OS», є на 90 % переписаною операційною системою для перших Xbox (т. зв. «Xbox OS»), а та, в свою чергу, є на 90 % переписаною Windows 2000. Таким чином, в операційній системі, під управлінням якої працює Xbox 360, трохи менше одного відсотка коду з Windows 2000, а все інше — спеціально написані заміни та доповнення. Проте, варто зазначити, що йдеться про першу прошивку. У наступних прошивках йде модифікація ядра паралельно з десктопними версіями Windows, але з акцентом на апаратне забезпечення. Остання версія прошивки має пошарове завантаження (як у Windows 7) і ядро, аналогічне MinWin. Так само додалася підтримка Zune HD і сервісів Zune.

### Сумісність з оригінальною Xbox
Частково працює з іграми для оригінальної Xbox. Деякі ігри (найбільш вдалі, на думку Microsoft) входять до списку сумісності і запускаються через вбудований емулятор, оновлюваний через Xbox Live або в офлайн-режимі з CD-R дисків, самостійно записаних користувачем. Для роботи емулятора обов'язковий жорсткий диск, на якому знаходяться профілі ігор, патчі та інша службова інформація.
Ігри, яких немає в списку сумісності, не запускаються. Список сумісності поповнюється з кожним оновленням програмного емулятора першої Xbox. Оновлення емулятора відбувається при завантаженні в привід диска від старої консолі.

### Xbox Live
У день запуску Xbox 360 Microsoft оновила мережевий сервіс Xbox Live і додала до нього безкоштовний варіант підписки «Silver». Xbox Live Silver не потребує абонентської плати і доступний у всіх варіантах приставки. Все, що потрібно зробити користувачеві, — створити свій профіль. При цьому він отримує доступ до офіційних форумів приставки, доступ до Xbox Live Arcade і Marketplace і можливість спілкуватися з іншими користувачами через Xbox Live. У підписку «Silver» не входить повноцінна підтримка мережевої гри, проте в деяких іграх з відносною мережевий підтримкою (наприклад, Viva Piñata) користувачі «Silver» зможуть грати по мережі. «Silver»-аккаунт також підтримує голосове спілкування і відеоконференції, для роботи яких необхідні спеціальні гарнітура і USB-камера Xbox Live Vision, відповідно.
Основний варіант підписки «Gold» надає користувачеві всі можливості «Silver», а також повноцінну мережеву гру, за межами сторонніх сервісів, про які було сказано вище. Крім того, власники платних облікових записів можуть отримувати доступ до деяких безкоштовних файлів дещо раніше, ніж ті, хто користується безкоштовним обліковим записом. На 6 січня 2009 в Xbox Live було зареєстровано понад 17 мільйонів передплатників.

### The New Xbox Experience
В ході прес-конференції Microsoft на виставці E3 2008 була анонсована нова оболонка (англ. dashboard) — «The New Xbox Experience». Меню стало тривимірним, а гравці змогли створювати свої аватари, зовні схожі на Mii — аватарів власників Nintendo Wii. Крім нового дизайну, додалося кілька нових функцій, наприклад створення «вечірок» (англ. Parties) — своєрідних чатів або конференцій серед друзів, в ході яких можна обмінюватися повідомленнями, фотографіями та відео, зокрема. Крім того, додався розділ Primetime, в якому користувачі Xbox Live можуть брати участь в інтерактивних тривимірних версіях ТБ-передач. Першою такою програмою була заявлена 1 vs. 100. Офіційно NXE вийшла в світ 19 листопада 2008.

## Захист від копіювання і злом приставки
Як і інші консолі, Xbox 360 оснащена системою захисту від піратства, що допускає запуск ігор тільки з ліцензійних дисків. Однак ця система неодноразово зламувалася шляхом зняття пломби та перепрошивання приводу DVD-ROM приставки.
Також кожен привід DVD-ROM приставки має свій внутрішній ключ. При розбіжності цього ключа з ключем, записаним в материнській платі, запуск ігор стає неможливим.

## Ігри
Для Xbox 360 випущено 1183 гри, з них 28 стали бестселерами, продавшись накладом понад 5 млн копій:
- Kinect Adventures!
- Grand Theft Auto V
- Call of Duty: Modern Warfare 3
- Call of Duty: Black Ops
- Call of Duty: Black Ops II
- Call of Duty: Modern Warfare 2
- Halo 3
- Grand Theft Auto IV
- Call of Duty: Ghosts
- Halo: Reach
- Halo 4
- Minecraft
- Call of Duty 4: Modern Warfare
- The Elder Scrolls V: Skyrim
- Call of Duty: World at War
- Battlefield 3
- Gears of War 2
- Red Dead Redemption
- Halo 3: ODST
- Gears of War 3
- Kinect Sports
- Gears of War
- Assassin's Creed
- Forza Motorsport 3
- Assassin's Creed III
- Assassin's Creed II
- FIFA Soccer 13
- Fable III